# Mind of Mine
Albums de Zayn Malik
Icarus Falls
Mind of Mine est le premier album studio du chanteur anglais Zayn, publié le 25 mars 2016 sous le label RCA Records. L’album mélange de nombreux genres de musique. L'album est précédé par la sortie de deux singles: Pillowtalk et Like I Would. Un troisième single Wrong, en collaboration avec la chanteuse Kehlani, est également sorti.  

## Contexte
Après cinq ans passés au sein du groupe anglo-irlandais One Direction, Zayn Malik les quitte sur la tournée On the Road Again pour une période indéterminée, en raison de son stress. Peu de temps après, Zayn commence à travailler en solo.  Après des séances avec divers producteurs, Zayn rencontre James Malay Ho (en), qui devient le principal collaborateur de son premier album. Le 29 juillet 2015, Zayn publie sur les réseaux sociaux une photo de sa signature officielle avec RCA Records. Durant le reste de l'année 2015, Zayn donne des interviews à plusieurs magazines de musique, au cours desquels il parle de son premier album et révèle une partie de la liste des chansons. Il déclare : « les expériences de la vie ont été influentes à l'album et tout ce que j'ai vécu, en particulier au cours des cinq dernières années ».   
Il explique également les raisons pour lesquelles il quitte le groupe : « Il n’y a jamais eu de place pour que je fasse des expériences créatives au sein du groupe». Auparavant, Zayn a auditionné dans l'émission The X-Factor pour devenir un chanteur solo de RnB en reprenant Let Me Love You (en) de Mario en 2010, puis il intègre le groupe One Direction, étant plus pop rock. 
En raison de la direction musicale du groupe, Zayn est incapable de chanter ou d'écrire de la musique pop. Il explique :« Si je chantais un couplet légèrement RnB, ou un peu moi-même, il serait toujours enregistré 50 fois jusqu'à ce qu'il y ait une version plus ou moins pop et générale » et « Chaque fois que je suggère quelque chose, c'est comme si ça ne nous allait pas. Il y a une conception générale que le management avait déjà de ce qu'il voulait pour le groupe, et je n'étais pas convaincu par ce que nous vendons. Ce n'était pas moi. C'est de la musique qui est déjà faite ».« Je devais nier l'authenticité de ce que je faisais, de ce que j'aimais comme musique et du pourquoi je m'y suis lancé » ajoute-t-il dans le magazine Complex. 
En dépit de ses commentaires concernant les One Direction, il déclare à Ryan Seacrest qu'il est extrêmement reconnaissant et que sinon, il n'en serait pas là, ajoutant que « ce n'est pas parce qu'il essaie d'être plus lui-même, il n'y a pas de comparaison ». Il a ajouté qu'il veut juste faire de la musique maintenant.

## Conception et influence
En mars 2015, Zayn est aperçu dans un studio d'enregistrement londonien avec le producteur Naughty Boy, laissant quelques théories sur le fait qu'ils travaillent ensemble sur la musique. Après son départ de One Direction, Zayn évoque le potentiel d'une carrière solo, avec la sortie de son premier album studio solo qui sort sous le label Syco en 2016,. Le 31 mars 2015, Naughty Boy publie sur SoundCloud, une première démo de la chanson I Won't Mind. En juin 2015, le rappeur britannique Mic Righteous divulgue No Type en collaboration avec Zayn et produit par Naughty Boy, une reprise de la chanson de Rae Sremmurd. Avec Naughty Boy comme producteur, Zayn collabore sur de la grime avec les rappeurs Krept & Konan (en) en enregistrant une chanson avec un clip inachevé. Zayn se sépare du producteur Naughty Boy quelque temps plus tard. Ses travaux avec Naughty Boy et Krept & Konan ont toutefois permis à Zayn de conquérir un nouveau public au Royaume-Uni. 
Il déclare musicalement que le disque est plus RnB et décrit son album comme étrange avec du RnB alternatif, affirmant que « tout cela est très rare et aléatoire » et « ce sont toutes des pensées différentes. La musique reflète ça aussi parce que ce sont des émotions différentes, alors vous ressentez des choses différentes à travers chaque chanson ». Il a dit qu'il intégrait différents genres de musique, tels que de la soul , du reggae, et une fusion entre le RnB et le rock.   
L'album est influencé par la musique avec laquelle Zayn a grandi, principalement les disques de musique urbaine de son père comme les artistes RnB : R. Kelly, Usher, Donell Jones et Prince, les rappeurs Tupac et Biggie ainsi que les artistes reggae Gregory Isaacs et Yellowman et de la musique Bollywood ,. Il cite All Eyez on Me du rappeur Tupac comme étant l’album qui a eu le plus grand impact sur lui, affirmant que « c’est si réel, et d’un point de vue où personne n’a peur d’être complètement honnête à 100 %. En grandissant, ça m'a vraiment aidé à comprendre que c'est bien d'être honnête avec son art, parce que les gens l'apprécient ». Dans une interview avec NME, Zayn explique le titre de l'album : « Cela reflète vraiment toute l'expérience que je souhaite offrir à mes fans. Je voulais que ce soit presque comme un brainstorming. C'est juste de la musique et c'est ce que vous ressentez à ce moment-là ».   

## Écriture et enregistrement
Zayn confie à Billboard : « Une fois que les fans l'auront entendu, j'ai l'impression qu'ils vont me comprendre un peu plus. Depuis 10 ans, cet album est dans ma tête, et il a besoin d'être sorti ». En parlant des sessions d'enregistrement avec Billboard, le principal collaborateur de Zayn pour l'album, « Malay » dit qu'ils ont fait des efforts inhabituels à la recherche de l'inspiration, pour une chanson, « nous sommes allés camper pendant une semaine dans la forêt de Los Angeles - mis en place un générateur et une tente afin que nous puissions survivre dans les bois». Malay est un producteur récompensé par les Grammy Award dont les travaux passés incluent Channel Orange de Frank Ocean et Sir Lucious Left Foot de Big Boi,. «Je viens ici [dans la salle d'enregistrement] enregistrer environ sept chansons par nuit » déclare Zayn au magazine. « J'aime ce que je fais. Je ne me censure plus». 
Malay décrit Zayn comme un génie pur et affirme que la plupart des voix étaient enregistrées en quelques prises seulement ,. Selon Malay, Zayn est impliqué dans tous les aspects de l'enregistrement, affirmant que « Même s'il y avait des coauteurs, les  chansons et les paroles viennent de lui. Les titres des chansons sont rendus de manière stylisée, rappelant celle de Prince». Zayn déclare que l'écriture stylisée reflète la manière dont il aime écrire les lettres lorsqu'il était à l'école. Après la sortie de l'album, il envisage de poursuivre des études universitaires en anglais ou en littérature (ce qu'il avait prévu avant sa carrière musicale), tout en travaillant l'écriture de son prochain album.  
Pillowtalk affirme que « tout le monde a des relations sexuelles, et c'est quelque chose que les gens veulent entendre. Cela fait partie de la vie de tout le monde, une très grande partie de la vie. Et vous ne voulez pas le cacher, ».  
It's You est inspiré par la rupture d’une relation amoureuse (probablement avec Perrie Edwards de Little Mix) «C’était une forme de thérapie pour lui et cela l’a aidé à surmonter certains problèmes personnels, il écrit,». 
Selon Malay, Befour est conçu alors que lui et Zayn étaient dans la zone VIP d’un club de Las Vegas où Big Sean se produisait en août 2015, et Zayn a déclaré : « C’est fou d'être à Vegas. J'ai littéralement parcouru le monde avec One Direction. Je l'ai déjà fait auparavant, mais pas comme ça. Pas par moi-même, pas de cette façon, pas ici avec l'intention de travailler sur ma propre musique». 
La chanson ourdou Flower  est inspirée par l'éducation de Zayn en tant que musulman,. En référence à l’enregistrement, Malay a déclaré que «Zayn sait chanter comme ça et il est toujours capable de le faire, mais on ne l'a jamais pris au sérieux jusqu'au jour où il a pris le micro et a fait tout ça en direct, en une prise». Malay dit « qu'il est simplement époustouflé et ne sait pas qu'il peut chanter comme ça, il m'a dit qu'il est dans un endroit spirituel et que ce dicton est quelque chose que l'un des membres de sa famille lui a dit comme encré en lui ». Malay déclare que «la session ressemble à du jazz où un chanteur a un concept ou une mélodie et le reste est simplement de l'improvisation». Zayn chante et écrit l'une des chansons, Wrong, en collaboration avec la chanteuse américaine Kehlani. Selon Zayn : «je l'ai contactée, lui ai joué quelques chansons à Los Angeles et elle est vraiment cool, elle a aimé ma musique, alors elle est entrée en studio quelques jours plus tard et nous l'avons faite». Zayn a écrit à l'origine Wrong en tant que rap, qu'il a ensuite utilisé pour créer les paroles de la chanson. Fool for You est une ballade pop, inspirée par les Beatles, en particulier John Lennon, citant les chansons In My Life et la chanson Lucy in the Sky with Diamonds avec influence indienne. 
Zayn a chanté Lucozade en freestyle et a enregistré la chanson en une prise.  

## Composition

### Musique
Principalement RnB et RnB alternatif, l'album mêle des éléments à partir d'un certain nombre de genres, y compris la pop, musique traditionnelle, la soul, (y compris la soul britannique et néo-soul), dub,  funk, électronique, reggae , Qawwali ghazal,  hip hop, classique, et du soft rock. 
L'album canalise différentes époques de la musique, comme les styles moderne, rétro,années 1980 et 1990, tandis que les ambiances de l'album varient de slows aux jams. Malgré les variations dans les sons et les genres, Mind of Mine est structuré sous la forme d'un album complet, maintenant une cohésion étroite tout au long du disque, avec une transition presque homogène entre les chansons,, tout en maintenant un tempo reconnaissable et généralement très lent,,,. Cela donne à l’album un flow continu et donne l’impression que tout vient de l’esprit d’une personne. 
L’album renonce en grande partie à des sons pop, préférant le sexy qui se concentre sur des ambiances séduisantes et provocantes tout en maintenant une cohésion presque homogène le long de l'album,.  
L'album met en valeur la voix de Zayn, abordant différentes humeurs telles que libidineux et volatil, et en utilisant des techniques vocales complexe avec des accords et des falsettos tout au long de l'album, orné d'une course vocale dans Fool for You, un vibrato dans It's You, du Qawwali dans Flower, un freestyle rap dans Lucozade et du reggae dans Do Something Good. La production musicale est complexe avec un grain profond, allant à des tourbillon synthétisés dans She à la superposition minutieuse des lignes de guitare soft-punk dans Borderz. 
Des expériences sonores sont présentes tout au long de l’album, en expérimentant des éléments tels que les tonalités minimales et changeantes du RnB contemporain, la guitare funk réverbérée, l’électronique M83, ainsi que la batterie et le piano soft rock. 

### Sons
L'intro Mind Of Mindd implique la voix de Zayn un chant plaintif à travers un brouillard d'effets, avec sa voix trempée dans la réverbération et soutenue par un piano et il a quelques musique de Bollywood en compléments. La piste passe en douceur au single Pillowtalk. Pillowtalk est un downtempo électronique RnB slow jam, une alternative du RnB,,. 
It's You est un slow intime de RnB qui met en valeur le fausset de Zayn lorsqu'il chante le refrain. 
Befour a été décrit par Rolling Stone comme un RnB doux et NME comme une ballade rythmée B.  Music Times a déclaré qu'il combinait RnB, synthpop et soul et AXS a précisé qu'il utilisait des percussions tribales et des synthés sonores.
AXS appelle cela une tranche expérimentale et affirmée de RnB avec des paroles personnelles s'adressant à la fois à son passé et à ses détracteurs.
New Statesman dit qu'il est étroitement construit et très bien produit et qu'il inclut l'une des caractéristiques vocales de Zayn, une note longue et incroyablement haute.
Billboard déclare que Zayn canalise son Justin Timberlake intérieur avec les chansons.  
She est un air de fête qui se décrit comme moins intensément lyrique que certaines des autres chansons. Herald Sun a noté que son rythme funky rappelait celui de Justin Timberlake dans Justified et celui de Michael Jackson dans Off the Wall. Il incorpore les sons de synthétiseur des années 1980, et un outro expérimental de hip-hop qui se fond dans le morceau suivant, Drunk,. 
Drunk intègre des éléments de la musique RnB des années 1990. 
Flower est un interlude expérimental, sous la forme d'un ghazal pakistanais spirituel que Zayn chante en ourdou, la langue maternelle de son père,,, soutenu par le jeu de guitare acoustique de style traditionnel de Malay,,  et des sons atmosphériques ressemblant à un épais brouillard,. Le Qawwali est une forme de musique de confession associée à la culture islamique. Zayn a utilisé des techniques indiennes pour la chanson, notamment des élisions vocales, chants, et une ferveur profonde et contrôlée. Flower a été influencée par la musique indienne, musique que son père avait l'habitude de jouer chez lui. 
Rear View présente des loops électroniques, des synthés déformés, empilés les uns sur les autres et la voix de Zayn résonne tout au long du refrain. 
Wrong intègre des éléments de la musique RnB du début des années 2000.  
Fool for You est une ballade pop inspirée des Beatles et qui, selon Zayn, a été inspirée de John Lennon en particulier. C'est une ballade au piano rétro, avec des éléments électroniques. 
Truth est un titre expérimental néo-soul avec des éléments de Dub. Il est doux et discret. Lucozade est une chanson sans refrain, dépourvue de hook, et faisant chanter à Zayn une série de couplets «flot de conscience», à la manière du hip-hop. Zayn chante les couplets de manière continue, presque sans interruption, comme une suite de pensées, avant de se terminer brusquement. La chanson utilise également des sons de synthétiseur des années 1980.  
Blue utilise une musique classique, Prélude No. 1 en DO majeur de Bach, comme musique de fond. 
Do Something Good est une chanson reggae, qui rappelle Bob Marley.  
Billboard a décrit Like I Would  comme un jam RnB pour le dancefloor. The Independent l'a décrit comme électro-RnB.  Il incorpore un hook funky et des grooves disco. 

### Paroles
« Pillowtalk parle de sexe - évidemment, il y a du sexe dans une relation amoureuse, bien que ce ne soit pas l'incitation de la chanson. La réelle intention de la chanson est que même si vous vivez de bons moments dans la relation, vous vivez aussi des moments très difficiles. Mais c'est ce qui en vaut la peine, parce que vous apprenez des choses et vous vivez des expériences qui vous rapprochent »

— Zayn Malik, Elvis Duran Morning Show
Les paroles explorent un certain nombre de thèmes, y compris le bonheur, le désir, la frustration, l'amour, la luxure et la tristesse. Les chansons explorent différents paysages sonores et différents sujets, mais chaque chanson sert à établir un aspect de l'identité de Zayn.  
Plutôt que d'être autobiographique, les paroles se concentrent sur des moments, des sensations et des expériences. 
L'accent est mis sur la complexité des relations humaines comme l'amour et la sexualité qui constitue une thématique particulière pour de nombreuses chansons. En ce qui concerne les chansons d'amour, environ 60% parlent de l'amour, alors que 40% environ sont plus sur être amoureux, les paroles décrivant le sujet de manière complexe.  
Des chansons sexuelles telles que Pillowtalk, Wrong et TiO renoncent à des insinuations d'une aisance sexuelle.  
Le titre Mind of Mindd agit comme une introduction instantanée et un accueil chaleureux dans l'esprit de Zayn.    
It's You à des paroles faisant réfléchir, tout en exprimant un sentiment quelque peu amer, évoquant un amour douloureux, et s'inspire de la rupture d'une relation. 
Befour s'adresse à la fois à son passé et ses détracteurs, y compris son passé d'adolescent à Bradford (sur lequel le clip est basé), son ancien groupe et ses détracteurs. 
She met en vedette une femme qui n'a ni été aimée, ni aimée de la bonne manière.   
Drunk souligne le thème récurrent de l'album, à savoir l'amour émotionnellement labile qui est un thème commun dans la poésie islamique. 
Le texte en ourdou de Flower est romantique, il se traduit par "Jusqu'à ce que la fleur de cet amour se soit épanouie, ce cœur ne sera pas en paix, donne-moi ton cœur".
Rear View semble faire référence à son ancien groupe mais se considère lui-même comme faisant partie du problème, car il est fatigué de se regarder dans la métaphore du rétroviseur et exprime un doute. 
Wrong signifie chercher l'amour au mauvais endroit . 
Fool For you décrit Zayn comme une personne destinée à revenir à la même femme pour toujours, quel que soit leur amour. 
Les paroles confessionnelles de Truth semblent faire référence à l'ancien groupe de Zayn. 
Lucozade, Zayn chante un flow de conscience, incluant des références à la boisson énergétique Lucozade et semble appliquer un état de dérangement poétique comme Rimbaud afin de puiser dans le subconscient.   
TiO utilise des métaphores, telles que des murs construits autour du cœur.

## Sortie et promotion
Dans sa première interview solo avec Zane Lowe pour Apple Music Beats 1, Zayn a révélé le titre de l'album Mind of Mine. L'album, sorti le 25 mars 2016 comprend 18 chansons alors qu'il en avait écrites 46. La pochette de l'album a été révélée lors de l'émission The Tonight Show starring Jimmy Fallon, le 17 février 2016, où il a également dévoilé une chanson de l'album It's You,. La pochette, qui utilise une photo de Zayn enfant avec des tatouages, est comparée avec l'album de Lil Wayne Tha Carter III, à laquelle il s'est adressé en déclarant que «j'ai cette idée depuis longtemps,». 
L'album est sorti le 25 février 2016, en pré-commande, avec la sortie numérique du single promotionnel It's You et de son clip - ce dernier étant une exclusivité Apple Music,. Le même jour, une version remixée du single Pillowtalk sort. Ce remix est fait par le rappeur américain Lil Wayne
L'album est sorti le 25 mars 2016, un an après son départ de One Direction. Zayn fait alors une apparition en live sur le réseau social Périscope pour dévoiler les titres de l'album. Son apparition sera la plus grande diffusion faite par un musicien.  
Le 24 mars 2016, Zayn a effectué sa deuxième performance en solo sur The Tonight Show avec Jimmy Fallon.  
Le 25 mars 2016, il s'est produit sur la scène pour iHeartRadio à New York. La soirée de lancement et l’émission ont été diffusées sur iHeartMedia contemporary hit radio et sur les stations de radio rhythmic contemporary, y compris le site Web de iHeartRadio,,. 
En outre, Zayn fait les couvertures de plusieurs magazines, notamment Billboard, Complex et NME, et parle de l'enregistrement de l’album, de ses objectifs en tant qu’artiste solo, ainsi que de ses frustrations et limitations artistiques dans One Direction,. 
Il devait se produire au Wembley Stadium de Londres, pour le Summertime Ball de Capital FM, le 11 juin 2016, puis pour donner un concert complet à l'Autism Rocks Arena de Dubaï, le 7 octobre 2016, mais il annule les apparitions pour cause d'anxiété,.  

### Singles
Le single Pillowtalk est sorti avec son clip le 29 janvier 2016. 
Il a reçu des critiques positives,. Le single fait ses débuts en tant que numéro 1 du chart UK Singles et du chart américain Billboard Hot 100 . C'est la 25e chanson à faire ses débuts en numéro un, faisant de Zayn, le premier artiste britannique à faire ses débuts en numéro 1 du Hot 100 avec un premier single. 
Il a également fait ses débuts au premier rang dans plusieurs autres pays, dont l'Australie, le Canada et l'Irlande. 
Le deuxième single de l'album, Like I Would, a été publié en tant que single promotionnel, le 10 mars 2016. Il s'est classé comme l'une des meilleures chansons de la semaine par Digital Spy, The Fader, et USA Today. 
Il a été diffusé à la radio américaine à succès contemporain le 24 mai 2016. 
Wrong a eu une influence sur les stations de radio  américaines, le 7 juin 2016, en tant que troisième single. 
La chanson est une collaboration avec la chanteuse américaine de RnB, Kehlani. 

### Singles promotionnels
It's You est sorti en tant que premier single promotionnel de l'album le 25 février 2016, avec son clip. Au Royaume-Uni, il a fait ses débuts au numéro 48 dans le chart UK singles, numéro 9 dans le chart UK RnB et numéro 2 dans le chart Asian . 
Aux États-Unis, It's You a fait ses débuts au numéro 59 dans le Billboard Hot 100 et au numéro 19 du chart Digital Songs. 
Il a également reçu des critiques favorables, à la fois pour la chanson - en particulier le chant de Zayn - et pour son clip vidéo. Stuff a déclaré que « It's You est parmi les meilleures chansons de RnB de l'année». La chanson a également été saluée par Neil Tennant des Pet Shop Boys. Selon lui, «c'est la plus belle chanson. » 
Le deuxième single promotionnel de l'album, Befour, est sorti le 17 mars 2016. 
Le morceau était auparavant utilisé comme musique de fond pour la vidéo dévoilant la couverture pour le magazine The Fader de Zayn Malik en novembre 2015,.
Entertainment Weekly, NPR, et Rolling Stone, ont classé cette chanson parmi les meilleures de la semaine.  Le single fait ses débuts au numéro 85 du chart UK Singles et au numéro 16 du chart UK RnB. Le clip vidéo qui l'accompagne a été publié le 25 mars 2016. 
Le clip a été tourné dans le quartier de Miles Platting à Manchester et illustre la vie d'adolescent de Zayn dans le nord de l'Angleterre y compris des scènes dans un club de boxe (Zayn faisait de la boxe avant sa carrière musicale). 
On peut le voir dans un restaurant, chez le coiffeur, dans un parking et dans un restaurant fish'n'chips. Il a atteint le numéro 28 sur le chart britannique TV Airplay.  
En juillet 2016, la vidéo avait été vue plus de 30 millions de fois sur YouTube. 

## Critiques
Mind of Mine a reçu des critiques généralement positives de la part des critiques musicaux. Métacritic indique des avis généralement positifs, avec un score de 69/100, basé sur 21 commentaires. Alicia Adejobi, de l'International Business Times, l'a noté 5 étoiles sur 5, soulignant ainsi la voix forte de Zayn, abordant des humeurs différentes, des productions sournoises, des rythmes contagieux, des paroles sexuellement exaltées et un aperçu de l'âme du chanteur du RnB au naturel. Glenn Gamboa a attribué la note «A» dans Newsday et à 4 étoiles sur 4 dans AM New York, affirmant que «la marque de R & B de Zayn comble le fossé entre Frank Ocean, The Weeknd et Justin Timberlake, mais est clairement la création de Zayn, cela le mènera peut-être vers de nouveaux sommets inattendus alors qu'il prend sa propre direction,».  
Troy Smith, de Cleveland, a attribué à l’album une note de classe, «B +», affirmant que Zayn avait «créé son propre «nid», qu’il réalise grâce à une production cohérente et à une vision concise».   
Elijah Watson, de Pigeons & Planes and Complex, a déclaré qu'il s'agissait «davantage d'un changement de marque, le projet présente un Zayn qui a toujours été présent, mais qui reçoit enfin la bonne introduction qu'il mérite». Il a salué l'expérimentation de l'album, affirmant que, comme Frank Ocean et Miguel, Zayn se lance sur un nouveau territoire, à la fois vocalement et acoustiquement.   
Dan Pardalis, de Complex, a déclaré que « lyriquement, c'est la capacité de Zayn à décrire de manière vivante la réalité des relations humaines qui affirme son éloignement de la table des enfants. »   
Andrew Milne de musicOMH l'a qualifié de « mélange de genre comme une chambre confessionnelle et d'album soul, sexy et captivant qui montre l'expérimentation, l'honnêteté, la passion et la polyvalence et l'envie d'explorer de Zayn. »   
Sam Richards de NME l'a qualifié de «sexy et pop-RnB, comparé à la production de Malay sur l'album Channel Orange de Frank Ocean. L'album est plus dub, néo-soul, Zayn développe sa propre personnalité», concluant que «l'album est plus somptueusement produit et parfaitement chanté avec assez d'intrigue».  
Magdalen Jenne, de PopMatters, a déclaré : « Sous son emballage, ce disque est une chose brillante, vivante et palpitante. »  
Andy Gill de The Independent vante les « sublimes rythmes RnB et particulièrement la voix de Zayn qui est de loin l'album à l'aspect le plus puissant, apportant de la grâce avec du matériel merveilleux et envoie les meilleures chansons au statut classique. » En gardant le style Qawwali pour Flower, comme étant culturellement pertinent dans la lumière des événements récents, déclarant que « la brève piste est belle, à le potentiel d'ouvrir le cœur des gens aux possibilités esthétiques plus larges des cultures en dehors de leur expérience habituelle, » 
Michael Cuby de Flavorwire a décrit «l'album comme étant une forme d'œuvre complète, impressionnante et a vanté la voix impeccablement polyvalente de Zayn parmi des chansons délicieusement variées, mélangeant la sexualité de Miguel et l'introspection de Frank Ocean avec sa propre ambition de la pop, et l'unique Flower qui l'exécute correctement».
Edi Adegbola de Magnate Magazine l'a qualifié de «RnB alternatif sophistiqué, provocant et étonnamment mature, tout en soulignant la pertinence culturelle de Flower à la lumière des événements récents, notant que l'unité interculturelle et la solidarité comme celle-ci sont plus que jamais d'actualité».
Mesfin Fekadu de Spartanburg Herald-Journal a exprimé sa surprise que Zayn fût un ancien membre de One Direction en raison de la différence d'apparence de Mind of Mine, déclarant que «cela montre que Zayn a une certaine qualité de star et qu'il n'y a pas de mauvaise chanson dans l'album».
Lewis Corner de Digital Spy l'a noté 4 étoiles sur 5, déclarant «qu'il a vraiment monté un premier album élégant qui mérite le succès».
Richard He de Noisey et Vice a donné une critique positive, indiquant que «la marque de RnB alternatif de Zayn est soigneusement choisie pour dégager un maximum de frais, c'est une écoute plus cohérente que l'album de Justin Bieber : Purpose, ou même l'album de The Weeknd : Beauty Behind the Madness, et que les chansons sont génialement conçues avec chaque élément dans un équilibre parfait autant les paroles, la mélodie que la production».
Desire Thompson de Vibe a donné une critique positive, qualifiant celui-ci de «premier album plaisant où il maîtrise l'art des jams sexuels lents et affirmant que la chimie entre Zayn et Malay brille à travers la musique».
Lucas Villa d'AXS l'a noté 4,5/5, le qualifiant de «brut, réel et cool».
Alex Dansereau de Sputnikmusic a décrit cet album comme «un excellent album dans lequel Zayn trouve sa place dans une voie déjà encombrée, en établissant un équilibre délicat entre l'humeur RnB alternatif et la pop». 
Maeve McDermott de USA Today a classé l'album 3 étoiles sur 4, «admirant la voix sublime de Zayn et affirme que l'album est réussi, comme une interprétation attirante, sexy et entièrement moderne avec du RnB contemporain». 
Bill Brotherton de Boston Herald l'a qualifié d'album «ambitieux, mature et moderne et admire la voix de Zayn comme enfumée, sensuelle et expressive».  
Christie Goodwin du Milwaukee Journal Sentinel a déclaré que « le fausset de Zayn à un côté subtil qui n’est pas répandu, et que Truth et Flower insinuent une extension de possibilité de l'âme. » 
Ian Drew de Us Weekly l'a noté 3,5 étoiles sur 4, affirmant « qu'il laisse One Direction dans la poussière. » 
David Sackllah, de Conséquence of Sound l'a comparé à l'album Justified de Justin Timberlake et a estimé que « Zayn échouait. »    
Alan Raible de ABC News l'a noté 3,5 étoiles sur 5, affirmant « qu'il est beaucoup plus convaincant que tout ce que son ancien groupe a publié. »  
Music Times a fait une critique positive.  
Jon Niles a rappelé que «cela lui rappelait les premières mixtapes de The Weeknd et que Zayn avait un charme durable», tandis que Ryan Middleton a déclaré que « c’est un effort solo impressionnant. »  
Alexa Camp de Slant a fait une critique mitigée, admirant la voix et la production musicale de Zayn, tout en critiquant les paroles comme étant «obsédées par le plaisir, vaguement misogynes et en grande partie jetables». 
Brittany Spanos de Rolling Stone a fait l'éloge de «la portée du chant de Zayn, de la production immersive et de morceaux expérimentaux uniques tels que le néo-soul Truth et l'entracte hypnotique Flower, mais a critiqué les paroles comme étant trop sexuelles».  
Brad Nelsen de Pitchfork, cependant, était moins élogieux à propos de l'album, «notant qu'il manquait des hooks convaincants, une ambiance unie et d'un récit clair». 

### Listes de fin d'année
Mind of Mine a été sélectionné par plusieurs magazines pour leur liste de critiques de fin d'année du meilleur album.  
DigitalSpy l'a classé au numéro 2 de sa liste, tandis que Newsday l'a classé au numéro 16.

## Performance commerciale
Au Royaume-Uni, Mind of Mine a fait ses débuts à la première place du chart UK albums, avec 22 250 exemplaires vendus, remplaçant l'album 25  d'Adele au sommet,. 
L'album établit un record en streaming au Royaume-Uni, en tant que premier album pour un artiste masculin britannique.  
Au cours de sa deuxième semaine, il est tombé à la neuvième place du chart UK albums, avec 7 733 exemplaires vendus et à la troisième place du chart des albums en streaming.  
Outre-mer, l’album s’est hissé à la première place en Nouvelle-Zélande et en Australie, faisant de lui le 26e artiste solo masculin anglais à la première place du chart ARIA Albums.  
En France, il a fait ses débuts à la troisième place dans les charts d'album et numéro un dans le chart des albums téléchargés.  
L'album a également débuté à la première place du chart Canadian Album avec des ventes de 11 000 exemplaires la première semaine dans le pays.  
En conséquence, Zayn est devenu le premier artiste depuis Yoan à être numéro 1 dans les charts du Canada avec un premier album.  
Aux États-Unis, Mind of Mine a fait ses débuts à la première place du Billboard 200, passant de 157 000 unités équivalent d'album (y compris les ventes d'albums et le streaming ), dont 112 000 ventes d'albums réel et 40,8 millions en streaming. Un des chiffres de streaming les plus élevés pour un album.  
Zayn est devenu le premier artiste solo masculin britannique à faire ses débuts à la première place avec son premier album, depuis Faith de George Michael en 1988 (qui a fait ses débuts au numéro 41 et est resté 9 semaines numéro 1), le premier artiste britannique à faire ses débuts à la première place avec son premier album depuis les One Direction avec Up All Night (sur le chart datée du 31 mars 2012), et le premier artiste britannique à faire ses débuts à la première place avec leur premier album à la fois dans le Billboard 200 et dans le chart UK Albums depuis I Dreaming a Dream de Susan Boyle en 2009.  
Zayn est également l'un des nombreux artistes à avoir atteint la première place à la fois en tant que membre d'un groupe et en solo.  
C'est le premier artiste masculin britannique à faire ses débuts à la première place au Royaume-Uni et aux États-Unis en même temps et le troisième artiste à faire ses débuts à la première place sur le Billboard 200 et le Billboard Hot 100. (avec Lauryn Hill et Clay Aiken). 
La sortie de l'album propulse Zayn à la première place du chart Billboard Artist 100, remplaçant Justin Bieber au sommet et dépassant aussi les One Direction en deuxième place. 
Mind of Mine a ensuite vendu 44 000 unités la deuxième semaine et 31 000 unités la troisième semaine, soit un total de 232 000 exemplaires au cours des trois premières semaines.  
Mind of Mine a établi un record iTunes, devenant le premier album à se classer au sommet des charts iTunes dans plus de 70 pays. 
Il a été numéro 1 dans les charts iTunes de 84 pays dans les 24 heures suivant la sortie,. 
Mind of Mine a également établi un record sur Twitter, en tant que premier album au sommet du palmarès Billboard Twitter Top Tracks pendant trois semaines consécutives avec trois chansons : It's You, Like I Would et Befour. 

## Liste de chansons
Crédits adaptés des notes de couverture de l'album. 
| Mind of Mine — Édition standard | Mind of Mine — Édition standard | Mind of Mine — Édition standard                                                          | Mind of Mine — Édition standard             | Mind of Mine — Édition standard | Mind of Mine — Édition standard | Mind of Mine — Édition standard | Mind of Mine — Édition standard | Mind of Mine — Édition standard | Mind of Mine — Édition standard |
| No                              | Titre                           | Auteur                                                                                   | Producteur(s)                               | Durée                           |                                 |                                 |                                 |                                 |                                 |
| ------------------------------- | ------------------------------- | ---------------------------------------------------------------------------------------- | ------------------------------------------- | ------------------------------- | ------------------------------- | ------------------------------- | ------------------------------- | ------------------------------- | ------------------------------- |
| 1.                              | Mind of Mindd (intro)           | Zayn, Chase Wells, James Griffin, Kevin Rains, James Emerson, Salvador Warviest          | xyz                                         | 0:57                            |                                 |                                 |                                 |                                 |                                 |
| 2.                              | Pillowtalk                      | Zayn, Levi Lennox, Michael Hannides, Anthony Hannides                                    | Levi Lennox, MakeYouKnowLove (MYKL) [a],[b] | 3:22                            |                                 |                                 |                                 |                                 |                                 |
| 3.                              | It's You                        | Zayn, Harold Lilly, Malay                                                                | Malay                                       | 3:46                            |                                 |                                 |                                 |                                 |                                 |
| 4.                              | Befour                          | Zayn, Harold Lilly, Malay, Terrence Smith                                                | Malay                                       | 3:28                            |                                 |                                 |                                 |                                 |                                 |
| 5.                              | She                             | Zayn, Alan Sampson, Michael Hannides, Anthony Hannides                                   | Alan Sampson, MakeYouKnowLove (MYKL)        | 3:09                            |                                 |                                 |                                 |                                 |                                 |
| 6.                              | Drunk                           | Zayn, Alan Sampson, Michael Hannides, Anthony Hannides, Terrence Smith                   | Alan Sampson, MakeYouKnowLove (MYKL)[c]     | 3:25                            |                                 |                                 |                                 |                                 |                                 |
| 7.                              | Intermission : Flower           | Zayn, Malay                                                                              | Malay                                       | 1:44                            |                                 |                                 |                                 |                                 |                                 |
| 8.                              | Rear view                       | Zayn, Malay, Harold Lilly                                                                | Malay                                       | 3:21                            |                                 |                                 |                                 |                                 |                                 |
| 9.                              | Wrong (feat. Kehlani)           | Zayn, Chase Wells, James Griffin, Kevin Rains, James Emerson, Salvador Warviest, Kehlani | xyz                                         | 3:32                            |                                 |                                 |                                 |                                 |                                 |
| 10.                             | Fool For You                    | Zayn, Chase Wells, James Griffin, Kevin Rains, James Emerson, Salvador Warviest          | xyz                                         | 3:22                            |                                 |                                 |                                 |                                 |                                 |
| 11.                             | Bordersz                        | Zayn, Malay, Harold Lilly, Michael Hannides, Anthony Hannides                            | Malay                                       | 3:59                            |                                 |                                 |                                 |                                 |                                 |
| 12.                             | Truth                           | Zayn, Chase Wells, James Griffin, Kevin Rains, James Emerson, Salvador Warviest, Malay   | Malay, xyz                                  | 4:05                            |                                 |                                 |                                 |                                 |                                 |
| 13.                             | Lucozade                        | Zayn, Chase Wells, James Griffin, Kevin Rains, James Emerson, Salvador Warviest          | xyz                                         | 4:12                            |                                 |                                 |                                 |                                 |                                 |
| 14.                             | TiO                             | Zayn, Michael Hannides, Anthony Hannides, Herbie Crichlow                                | MakeYouKnowLove (MYKL)                      | 2:58                            |                                 |                                 |                                 |                                 |                                 |
| 45:20                           |                                 |                                                                                          |                                             |                                 |                                 |                                 |                                 |                                 |                                 |

- TiO est un synonyme de Take it Off (déshabille-toi).
- Blue contient une interpolation de Prélude en DO Majeur composé par Bach .
- a. ↑   signifie un producteur supplémentaire.
- b. ↑   signifie un producteur vocal.
- c. ↑   signifie un coproducteur.

## Personnel
- Chant : Zayn Malik, Kehlani (piste 9)
- Producteur(s) : xyz, Malay, Levi Lennox, MakeYouKnowLove, Alan Sampson
- Mix audio : Anthony Kilhoffer, Serban Ghenea, Marry Marroquin, Malay
- Ingénieur(s) audio : John Hanes
- Enregistrement audio : Henrique Andrade, Daniel Zaidenstadt, Zeke Mishanec, Malay, David Phelan, Salvador Waviest, Paul Norris, James Emerson, Daniel Moyler, Sean Kellett, Jason Goldstein, Steve Mandel, Liam Nolan
- Programmation : James Griffin, Salvador Waviest, Chase Wells, Kevin Rains, James Emerson, Malay, Alan Sampson
- Guitare : Salvador Waviest, Chase Wells, James Emerson, Joe Garrett, Malay, Alan Sampson
- Basse : Malay, Michael Hannides, Alan Sampson, Al Carty
- Batterie : Michael Hannides, Alan Sampson, Questlove
- Voix supplémentaires : Michael Hannides, Anthony Hannides, MakeYouKnowLove, Elliott Skinner
- Piano : Levi lennox, Michael Hannides, Alan Sampson, Brian London
- Chef d'orchestre : Chuck Palmer
- Arrangements : Dave Eggar, Chuck Palmer, Steve Wright
- Violon : Katie Kresek, Rachel Golub, Reiad Chibah, Sarah Button
- Violoncelle : Dave Eggar, Louise Dearsley
- Triangle : Malay

## Charts

### Charts hebdomadaires
| Charts (2016)                      | Position |
| ---------------------------------- | -------- |
| Allemagne (Offizielle Top 100)     | 9        |
| Australie (ARIA)                   | 1        |
| Autriche (Ö3 Austria)              | 2        |
| Belgique (Ultratop Flandre)        | 8        |
| Belgique (Ultratop Wallonie)       | 5        |
| Brésil (ABPD)                      | 2        |
| Canada (Billboard)                 | 1        |
| Corée du Sud (Gaon)                | 40       |
| Croatie (HDU)                      | 10       |
| Danemark (Hitlisten)               | 9        |
| Écosse (OCC)                       | 3        |
| Espagne (PROMUSICAE)               | 2        |
| États-Unis (Billboard 200)         | 1        |
| Finlande (Suomen virallinen lista) | 3        |
| France (SNEP)                      | 3        |
| Grèce (IFPI)                       | 22       |
| Hongrie (MAHASZ)                   | 14       |
| Irlande (IRMA)                     | 2        |
| Italie (FIMI)                      | 2        |
| Japon (Oricon)                     | 29       |
| Mexique (AMPROFON)                 | 1        |
| Nouvelle-Zélande (RMNZ)            | 1        |
| Norvège (VG-Lista)                 | 1        |
| Pays-Bas (Album top 100)           | 3        |
| Pologne (ZPAV)                     | 2        |
| Portugal (AFP)                     | 1        |
| République Tchèque (CNS IFPI)      | 16       |
| Royaume-Uni (OCC)                  | 1        |
| Royaume-Uni (RnB Albums) - (OCC)   | 1        |
| Suède (Sverigetopplistan)          | 1        |
| Suisse (Schweitzer HitParade)      | 5        |

## Certifications
| Région                   | Certification | Unités certifiées / Ventes |
| ------------------------ | ------------- | -------------------------- |
| Canada (Music Canada)    | Platine       | 80 000                     |
| Danemark (IFPI Danemark) | Or            | 10 000                     |
| Mexique (AMPROFON)       | Platine       | 60 000                     |
| Pologne (ZPAV)           | Platine       | 20 000                     |
| Royaume-Uni (BPI)        | Or            | 100 000                    |
| États-Unis (RIAA)        | Platine       | 1 000 000                  |

## Date de sortie
L'album est sorti le 25 mars 2016 soit un an après sa séparation avec les One Direction. 
Une version vinyle de l'album est sortie le 26 octobre 2016. 